# A59-es autópálya (Németország)
Az A59-es autópálya (németül: Bundesautobahn 59) egy autópálya Németországban. Hossza 69 km.